# Eric Boe

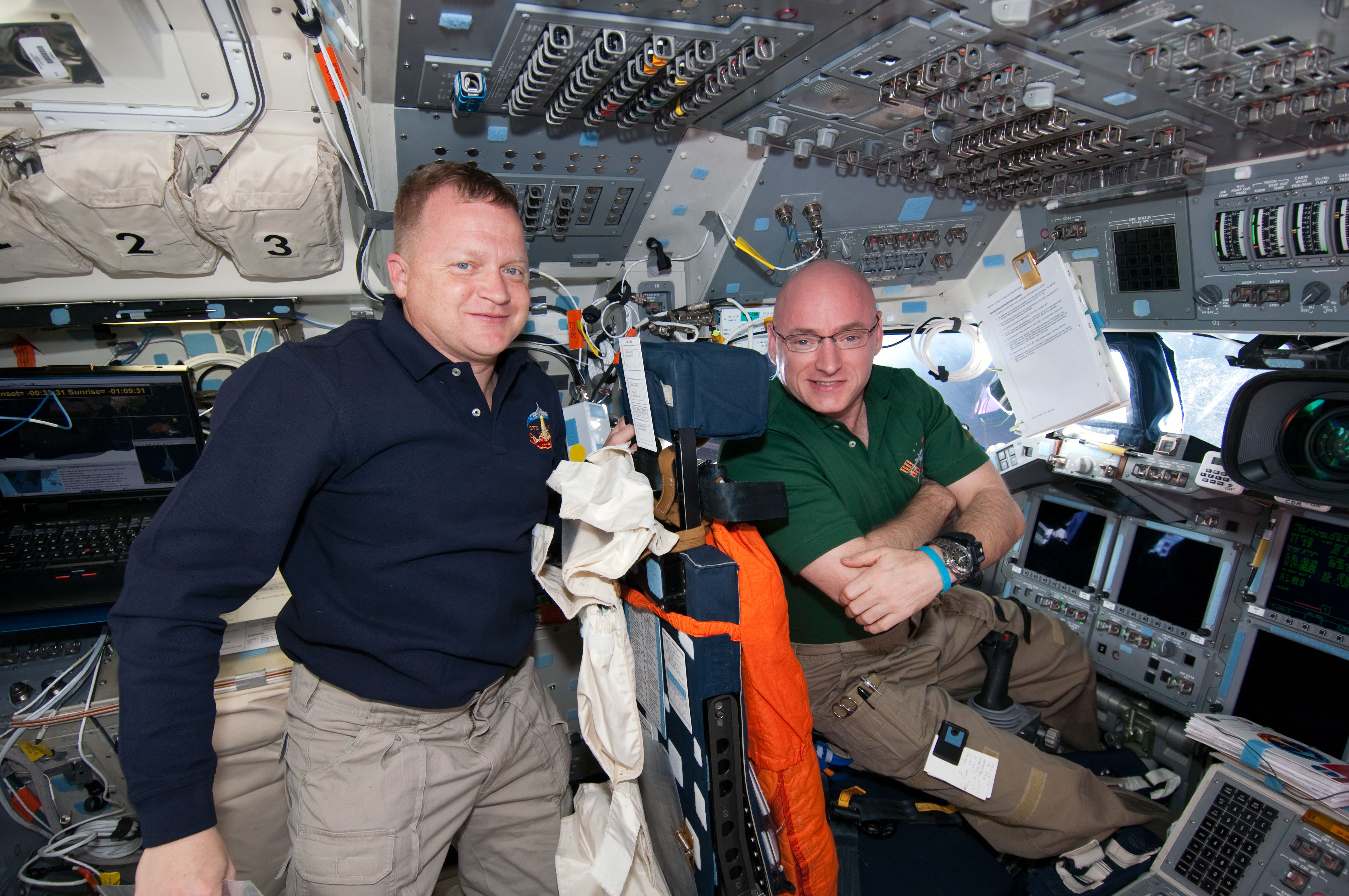
Misja STS-133 – Eric Boe i Scott J. Kelly
w kokpicie promu Discovery

Eric Allen Boe (ur. 1 października 1964 w Miami) – amerykański astronauta, pilot wojskowy, inżynier, pułkownik United States Air Force.

## Wykształcenie i służba wojskowa
- 1983 – ukończył szkołę średnią (Henderson High School) w Chamblee w stanie Georgia.
- 1987 – został absolwentem Akademii Sił Powietrznych Stanów Zjednoczonych w Colorado Springs, otrzymując licencjat z dziedziny inżynierii lotniczej. Następnie rozpoczął czynną służbę wojskową. Do 1988 służył jako pilot doświadczalny w bazie lotniczej im. Sheparda w Teksasie.
- 1988–1991 – był pilotem 3 eskadry taktycznej myśliwców (3d Tactical Fighter Squadron), stacjonującej w bazie Clark na Filipinach. Latał samolotem F4-E.
- 1991–1994 – jako pilot-instruktor samolotu T-38 służył w 50 eskadrze szkolnej (50th Flying Training Squadron) i 49 szkolnej eskadrze myśliwców (49th Fighter Training Squadron), stacjonujących w bazie Columbus w stanie Missisipi.
- 1994–1997 – jako dowódca lotów F-15C służył w 60 eskadrze myśliwców (60th Fighter Squadron) w bazie Eglin na Florydzie. Uczestniczył w operacji Southern Watch, wykonując 55 lotów bojowych nad Irakiem.
- 1997 – uzyskał magisterium z dziedziny elektrotechniki w Georgia Institute of Technology. Ukończył również kurs w Szkole Pilotów Doświadczalnych Sił Powietrznych (US Air Force Test Pilot School) w bazie Edwards w Kalifornii. Później w bazie Eglin kierował testami rakiet powietrze-powietrze w 46 skrzydle doświadczalnym (46th Test Wing) sił powietrznych. Pilotował też wszystkie wersje myśliwca F-15 oraz śmigłowiec UH-1N.

## Praca w NASA i kariera astronauty
- 26 lipca 2000 – został przyjęty do korpusu astronautów NASA (NASA-18(inne języki)) jako kandydat na pilota wahadłowca. W sierpniu rozpoczął szkolenie specjalistyczne.
- 2002 – zakończył kurs podstawowy, po którym otrzymał przydział do Biura Astronautów NASA. Pracował w wydziale eksploatacji stacji kosmicznej (Station Operations Branch) oraz wydziale zajmującym się rozwojem statków kosmicznych (Advanced Vehicles Branch).
- Listopad 2007 – został wyznaczony do swojego pierwszego lotu kosmicznego. Powierzono mu funkcję pilota misji STS-126[1].
- 15–30 listopada 2008 – na pokładzie wahadłowca Endeavour uczestniczył w misji STS-126.
- 24 lutego – 9 marca 2011 – jako pilot promu Discovery uczestniczył w misji STS-133.
- Sierpień 2012 – został zastępcą szefa Biura Astronautów NASA.
- 9 lipca 2015 – agencja NASA ogłosiła, że Boe został jednym z czterech astronautów wybranych do szkolenia i przygotowań do testowych lotów na prywatnych statkach kosmicznych firm SpaceX (statek Dragon V2) i Boeing (CST-100 Starliner), budowanych w ramach Commercial Crew Program. Docelowo statki te mają być wykorzystywane przez NASA do transportu astronautów na stację ISS oraz powrotu ze stacji na Ziemię[2].

## Odznaczenia i nagrody
- Defense Meritorious Service Medal
- Meritorious Service Medal
- Air Medal – dwukrotnie
- Aerial Achievement Medal – pięciokrotnie
- Air Force Commendation Medal – dwukrotnie
- Air Force Achievement Medal
- Combat Readiness Medal
- Air Force Outstanding Unit Award – trzykrotnie
- National Defense Service Medal – dwukrotnie
- Armed Forces Expeditionary Medal
- Global War on Terrorism Service Medal
- Command Pilot Wings
- Fannie and John Hertz Foundation Fellowship
- Universal Astronaut Insignia za lot orbitalny (nr 484) – Stowarzyszenie Uczestników Lotów Kosmicznych (Association of Space Explorers(inne języki))[3]

## Wykaz lotów
| Loty kosmiczne, w których uczestniczył Eric A. Boe           | Loty kosmiczne, w których uczestniczył Eric A. Boe | Loty kosmiczne, w których uczestniczył Eric A. Boe | Loty kosmiczne, w których uczestniczył Eric A. Boe | Loty kosmiczne, w których uczestniczył Eric A. Boe | Loty kosmiczne, w których uczestniczył Eric A. Boe | Loty kosmiczne, w których uczestniczył Eric A. Boe |
| Nr                                                           | Data startu                                        | Data lądowania                                     | Statek kosmiczny                                   | Funkcja                                            | Czas trwania                                       |                                                    |
| ------------------------------------------------------------ | -------------------------------------------------- | -------------------------------------------------- | -------------------------------------------------- | -------------------------------------------------- | -------------------------------------------------- | -------------------------------------------------- |
| 1                                                            | 15 listopada 2008                                  | 30 listopada 2008                                  | STS-126 Endeavour F-22                             | Pilot wahadłowca                                   | 15 dni 20 godzin 29 minut                          |                                                    |
| 2                                                            | 24 lutego 2011                                     | 9 marca 2011                                       | STS-133 Discovery                                  | Pilot wahadłowca                                   | 12 dni 19 godzin 4 minuty                          |                                                    |
| Łączny czas spędzony w kosmosie – 28 dni 15 godzin 33 minuty |                                                    |                                                    |                                                    |                                                    |                                                    |                                                    |